# Estrella gegant
Un estel gegant és un estel que ha augmentat de mida al final de la seva vida, un cop ha consumit tot l'hidrogen del seu nucli transformant-lo en heli. Aquests estels se situen a la part superior del diagrama de Hertzsprung-Russell, són més brillants, més grans, més freds i menys densos que els equivalents de la mateixa massa de la seqüència principal. El seu diàmetre oscil·la entre 5 i 25 vegades el del Sol i presenten lluminositats entre 10 i 100 vegades més grans que la del Sol.
Els estels gegants s'agrupen en dos tipus, els vermells i els blaus, més enllà encara n'hi ha de més grans, els estels supergegants i els hipergegants.

## Formació

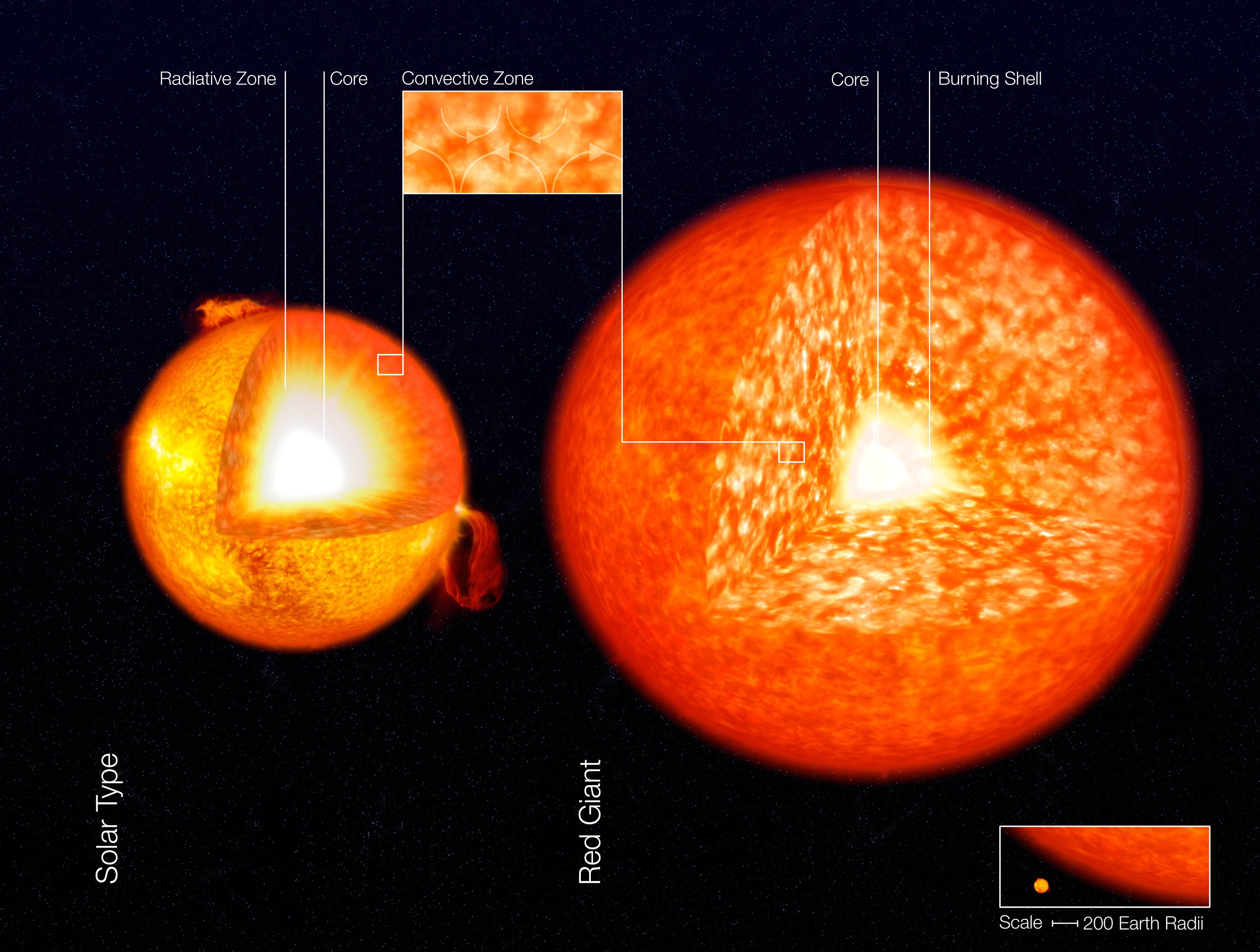
Estructura interna d'una estrella semblant al Sol i una gegant vermella. Fotografia de l'Observatori Europeu del Sud.

Una estrella es converteix en una gegant després que tot l'hidrogen disponible per a la fusió al seu nucli s'esgoti i, com a resultat, abandoni la seqüència principal. El comportament d'una estrella posterior a la seqüència principal depèn en gran manera de la seva massa.

### Estels de massa mitjana
Per a una estrella amb una massa superior a 0,25 mases solars (M☉), un cop el nucli s'esgota d'hidrogen, es contrau i s'escalfa de manera que l'hidrogen comença a fusionar-se en una closca al voltant del nucli. La part de l'estrella fora de la closca s'expandeix i es refreda, però només amb un petit augment de lluminositat, i l'estrella es converteix en una subgegant. El nucli inert d'heli continua creixent i augmentant la temperatura a mesura que acumula heli de la closca, però en estrelles de fins a 10-12 M☉ no s'escalfa prou per començar a cremar heli (les estrelles de massa més alta són supergegants i evolucionen de manera diferent). En canvi, després d'uns quants milions d'anys el nucli arriba al límit de Schönberg–Chandrasekhar, col·lapsa ràpidament i pot degenerar. Això fa que les capes exteriors s'expandeixin encara més i genera una forta zona convectiva que porta elements pesats a la superfície en un procés anomenat el primer drenatge. Aquesta forta convecció també augmenta el transport d'energia a la superfície, la lluminositat augmenta dràsticament i l'estrella es mou cap a la branca de gegant vermella (BGV) on cremarà de manera estable hidrogen en una closca durant una fracció substancial de la seva tota la vida (aproximadament un 10% per a una estrella semblant al Sol). El nucli continua guanyant massa, contraint-se i augmentant la temperatura, mentre que hi ha una certa pèrdua de massa a les capes exteriors., § 5.9.
Si la massa de l'estrella, quan es troba a la seqüència principal, estava per sota d'aproximadament 0,4 M☉, mai arribarà a les temperatures centrals necessàries per fusionar heli.,p. 169. Per tant, serà continua sent una gegant vermella que fusiona hidrogen fins que s'acabi l'hidrogen, moment en què es convertirà en una nana blanca., § 4.1, 6.1. Segons la teoria de l'evolució estel·lar, cap estrella de massa tan baixa pot haver evolucionat fins a aquesta etapa dins l'edat de l'Univers.
A les estrelles per sobre d'aproximadament 0,4 M☉, la temperatura del nucli finalment arriba als 108 K i l'heli començarà a fusionar-se amb carboni i oxigen al nucli pel procés triple-alfa.,§ 5.9, capítol 6. Quan el nucli és degenerat, la fusió d'heli comença de manera explosiva, però la majoria de l'energia es destina a aixecar la degeneració i el nucli esdevé convectiu. L'energia generada per la fusió de l'heli redueix la pressió a la closca que envolta l'hidrogen, la qual cosa redueix la seva taxa de generació d'energia. La lluminositat general de l'estrella disminueix, el seu embolcall exterior es contrau de nou i l'estrella es mou de la branca de la gegant vermella a la branca horitzontal (BH)., capítol 6.
Quan el nucli d'heli s'esgota, una estrella amb fins a 8 M☉ té un nucli de carboni-oxigen que es degenera i comença a cremar heli en una closca. Igual que amb el col·lapse anterior del nucli d'heli, això comença la convecció a les capes exteriors, desencadena un segon dragatge i provoca un augment espectacular de la mida i la lluminositat. Aquesta és la branca asimptòtica de les gegants (BAG, o AGB per l'anglès asymptotic giant branch) anàloga a la branca gegant vermella però més lluminosa, amb una closca que crema hidrogen que aporta la major part de l'energia. Les estrelles només romanen a la BAG al voltant d'un milió d'anys, tornant-se cada cop més inestables fins que esgoten el combustible, passen per una fase de nebulosa planetària i després es converteixen en nana blanca carboni-oxigen., § 7.1–7.4.

### Estrelles de gran massa
Les estrelles de seqüència principal amb masses superiors a 12 M☉ ja són molt lluminoses i es mouen horitzontalment pel diagrama HR quan surten de la seqüència principal, convertint-se breument en gegants blaves abans d'expandir-se encara més en supergegants blaves. Comencen a cremar nucli-heli abans que el nucli es degeneri i es desenvolupen sense problemes en supergegants vermelles sense un fort augment de la lluminositat. En aquesta etapa tenen lluminositats comparables a les estrelles brillants BAG, tot i que tenen masses molt més altes, però augmentaran encara més la lluminositat a mesura que cremin elements més pesats i, finalment, es converteixin en una supernova.
Les estrelles del rang 8~12 M☉ tenen propietats una mica intermèdies i s'han anomenat estrelles super-BAG. Segueixen en gran part les traces d'estrelles més lleugeres a través de les fases BGV, BH i BAG, però són prou massives com per iniciar la combustió del nucli de carboni i fins i tot una mica de neó. Formen nuclis d'oxigen-magnesi-neó, que poden col·lapsar-se en una supernova de captura d'electrons, o poden deixar enrere una nana blanca d'oxigen-neó.
Les estrelles de la seqüència principal de classe O ja són molt lluminoses. La fase gegant d'aquestes estrelles és una fase breu de mida i lluminositat lleugerament augmentades abans de desenvolupar una classe de lluminositat espectral supergegant. Les gegants de tipus O poden ser més de cent mil vegades més lluminosos que el sol, més brillants que moltes supergegants. La classificació és complexa i difícil amb petites diferències entre les classes de lluminositat i un rang continu de formes intermèdies. Les estrelles més massives desenvolupen característiques espectrals gegants o supergegants mentre encara cremen hidrogen als seus nuclis, a causa de la barreja d'elements pesants a la superfície i una gran lluminositat que produeix un potent vent estel·lar i fa que l'atmosfera de l'estrella s'expandeixi.

### Estrelles de poca massa
Una estrella la massa inicial de la qual és inferior a aproximadament 0,25 M☉ no es convertirà en una estrella gegant. Durant la major part de la seva vida, aquestes estrelles tenen el seu interior completament barrejat per convecció i, per tant, poden continuar fusionant hidrogen durant un temps superior a 1012 anys, molt més que l'edat actual de l'Univers. Es fan més calents i lluminosos durant tot aquest temps. Finalment, desenvolupen un nucli radiatiu, que posteriorment esgoten hidrogen al nucli i crema hidrogen en una closca que envolta el nucli. (Les estrelles amb una massa superior a 0,16 M☉ es poden expandir en aquest punt, però mai arribaran a ser molt grans.) Poc després, el subministrament d'hidrogen de l'estrella s'esgotarà completament i s'espera que es converteixi en una nana blanca d'heli, tot i que l'univers és massa jove perquè encara existeixi cap estrella d'aquest tipus, així que no s'ha observat mai cap estrella amb aquesta història.

## Subclasses
Hi ha una àmplia gamma d'estels de classe gegant i sovint s'utilitzen diverses subdivisions per identificar grups més petits d'estrelles.

### Subgegants
Els subgegants són una classe de lluminositat espectroscòpica IV completament separada dels gegants, però comparteixen moltes característiques amb ells. Tot i que alguns subgegants són simplement estels de seqüència principal excessivament lluminoses a causa de la variació química o l'edat, d'altres són una pista evolutiva diferent cap als veritables gegants.
Exemples:
- Alhena (Gamma Geminorum/ γ Gem / 24 Geminorum), un subgegant de tipus A;
- Eta del Bover (η Bootis), un subgegant de tipus G.
- Delta de l'Escorpió (δ Scorpii), un subgegant de tipus B.

### Gegants lluminosos
Els gegants llubrinosos són estels de classe de lluminositat II a la classificació espectral de Yerkes. Aquests són estels que es troben a cavall entre els gegants ordinaris i els supergegants, segons l'aparença dels seus espectres. La classe de lluminositat gegant brillant es va definir per primera vegada el 1943.
Estrelles ben conegudes que es classifiquen com a gegants brillants inclouen:
- Canopus
- Epsilon Canis Majoris
- Òmicron de l'Escorpió (o Scorpii)
- Theta de l'Escorpió (θ Scorpii)
- Beta Draconis (Rastaban)
- Beta Capricorni
- Alfa d'Hèrcules (α Herculis)
- Gamma Canis Majoris

### Gegants vermells
Dins de qualsevol classe de lluminositat gegant, les estrelles més fredes de la classe espectral K, M, S i C (i de vegades algunes estrelles de tipus G) s'anomenen gegants vermelles. Les gegants vermelles inclouen estrelles en una sèrie de fases evolutives diferents de les seves vides: una branca de gegant vermella principal (BGV); una branca horitzontal vermella o grum vermell; la branca gegant asimptòtica (BGA), encara que les estrelles BGA solen ser prou grans i prou lluminoses com per classificar-se com a supergegants; i de vegades altres grans estrelles fredes, com ara les estrelles post-BGA immediates. Les estrelles BGV són, amb diferència, el tipus d'estrella gegant més comú a causa de la seva massa moderada, vida estable relativament llarga i lluminositat. Són l'agrupació d'estrelles més òbvia després de la seqüència principal de la majoria dels diagrames de HR, tot i que les nanes blanques són més nombroses però molt menys lluminoses.
Exemples:
- Pòl·lux, un gegant de tipus K.
- Yed Posterior (Èpsilon del Serpentari / ε Ophiuchi), una gegant vermella de tipus G.[11]
- Arcturus (α Boötis), un gegant de tipus K.
- Gamma Comae Berenices (γ Comae Berenices), un gegant de tipus K.
- Mira (ο Ceti), un gegant de tipus M i un prototip de variable Mira.
- Aldebaran, un gegant de tipus K

### Gegants grocs
Les estrelles gegants amb temperatures intermèdies (classe espectral G, F, i almenys algunes A) s'anomenen gegants grogues. Són molt menys nombrosos que les gegants vermelles, en part perquè només es formen a partir d'estrelles amb masses una mica més altes, i en part perquè passen menys temps en aquesta fase de la seva vida. Tanmateix, inclouen una sèrie de classes importants d'estrelles variables. Les estrelles grogues d'alta lluminositat són generalment inestables, donant lloc a la banda d'inestabilitat del diagrama HR on la majoria d'estrelles són variables polsantes. La franja d'inestabilitat arriba des de la seqüència principal fins a les lluminositats hipergegants, però a les lluminositats dels gegants hi ha diverses classes d'estrelles variables pulsadores:
- Variables RR Lyrae, estrelles polsants de classe A (de vegades F) de branca horitzontal amb períodes inferiors a un dia i amplituds d'una magnitud menor;
- Variables W Virginis, variables pulsants més lluminoses també conegudes com a cefeides tipus II, amb períodes de 10 a 20 dies;
- Variables de cefeida de tipus I, més lluminoses fixes i majoritàriament supergegants, amb períodes encara més llargs;
- Variables Delta Scuti, inclou estrelles subgegants i de seqüència principal.

Exemples:
- Sigma Octantis (σ Octantis), una gegant de tipus F i una variable Delta Scuti;
- Capella Aa (α Aurigae Aa), una gegant de tipus G.
- Beta Corvi (β Corvi), una gegant brillant de tipus G.

### Gegants blaus
Els estels gegants blaus tenen una lluminositat III de tipus O i B.
Les gegants blaves són un grup molt heterogeni, que va des d'estrelles de gran massa i gran lluminositat que només surten de la seqüència principal fins a estrelles de branca horitzontal de poca massa. Les estrelles de massa més alta abandonen la seqüència principal per convertir-se en gegants blaus, després en gegants blaus brillants i després en supergegants blaves, abans d'expandir-se en supergegants vermelles, tot i que a les masses més altes l'etapa gegant és tan breu i estreta que difícilment es pot distingir de un supergegant blau.
Exemples:
- Meissa (λ Orionis A), un gegant de tipus O.
- Alcíone (η Tauri), un gegant de tipus B, l'estrella més brillant de les Plèiades;
- Thuban (α Draconis), un gegant de tipus A.